# Washington Huskies

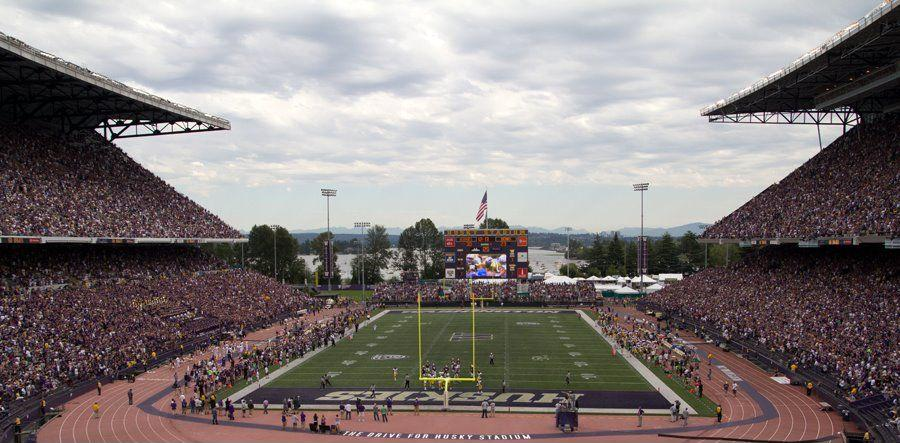
Estadio Husky.

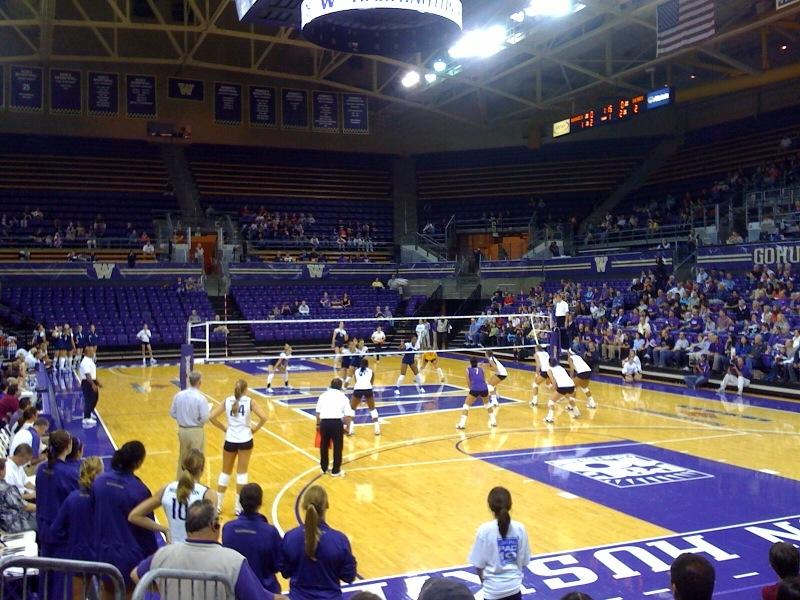
Partido de voleibol en el Hec Edmundson Pavilion.

Washington Huskies (español: Huskies siberianos de Washington) es el nombre de los equipos deportivos de la Universidad de Washington en Seattle. Los equipos de los Huskies participan en las competiciones universitarias organizadas por la NCAA, y forman parte de la Big Ten Conference. 
El programa de más éxito es el de fútbol americano, que jugó su primer partido en 1889, y desde 1907 hasta 1917 estuvieron 63 partidos consecutivos imbatidos. En 1991 ganaron el título nacional, además de poseer 15 campeonatos de conferencia. En baloncesto, el equipo masculino llegó a la Final Four en 1953.

## Campeonatos nacionales

### Campeonatos en equipo
| Deporte                 | Año                          |
| ----------------------- | ---------------------------- |
| Remo femenino           | 1997, 1998, 2001, 2017, 2019 |
| Fútbol americano        | 1960, 1991 (no oficiales)    |
| Softball                | 2009                         |
| Golf Femenino           | 2016                         |
| Campo a través femenino | 2008                         |

### Campeonatos individuales
| Deporte                     | Año |
| --------------------------- | --- |
| Golf masculino              | 1   |
| Gimnasia masculino          | 6   |
| Gimnasia femenino           | 2   |
| Remo femenino               | 8   |
| Esquí                       | 2   |
| Natación y saltos masculino | 12  |
| Tenis masculino             | 2   |
| Atletismo indoor masculino  | 6   |
| Atletismo outdoor masculino | 20  |
| Atletismo outdoor femenino  | 4   |
| Lucha                       | 2   |